# مذھب التناھي

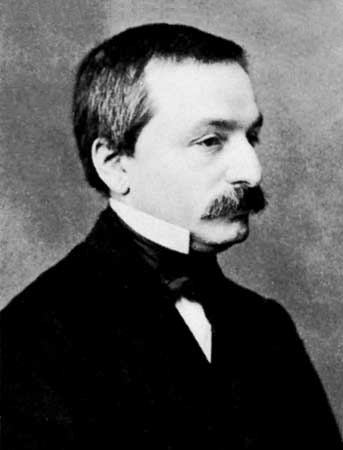

مذھب التناھي (بالإنجليزية: Finitism) تصور فلسفي يرفض المحتوى الحقیقي الموضوعي لمقولة اللامتناھي. وينطلق من الافتراض الذي يذھب إلى أنه لا يمكن أن يكون ھناك أي لامتناه في العالم، أو في العالم الأصغر، أي في تفكیر الإنسان. ويرى مذھب التناھي أسس ھذا الموقف في أن الإنسان في تجربته يتعامل دائما مع الأشیاء المتناھیة وخواصھا. ومذھب التناھي في وضعه للمتناھي واللامتناھي مقابل بعضھما بشكلٍ میتافیزيقي، إنما يتجاھل جدلھما والعلاقة المتبادلة بینھما في المعرفة.                                             ويستخدم مذهب التناهي -أيضًا- كمصطلح في تیار من تیارات الرياضيات الشكلیة، وفيها يحرم مذھب التناھي استخدام اللامتناھي في علم ما واراء الرياضیات.